# Goran Milović
Goran Milović (Split, 1989. január 29. –) horvát válogatott labdarúgó, a DVTK játékosa.

## Pályafutása

### Klubcsapatokban
Milović a horvát RNK Split csapatában kezdte el felnőtt labdarúgó-pályafutását. 2012 és 2016 között a városi rivális Hajduk Split labdarúgója volt, amellyel 2013-ban horvát kupagyőztes lett. Milović 2016 és 2021 között szerepelt még a kínai Chongqing Dangdai Lifan, az NK Osijek, a belga KV Oostende és a szlovén Olimpija Ljubljana csapataiban. 2021 január óta DVTK játékosa.

### Válogatottban
Egyszeres horvát válogatott, 2015. november 17-én az orosz válogatott elleni felkészülési mérkőzés 75. percében Nikola Kalinićet váltotta.

#### Mérkőzései a horvát válogatottban
| #  | Dátum              | Ellenfél    | Eredmény | Kiírás              | Esemény |
| -- | ------------------ | ----------- | -------- | ------------------- | ------- |
| 1. | 2015. november 17. | Oroszország | 3 – 1    | barátságos mérkőzés | 75'     |

## Sikerei, díjai
RNK Split
- Horvát másodosztályú bajnok: 2009–10
- Horvát harmadosztályú bajnok: 2008–09

 HNK Hajduk Split
- Horvát kupagyőztes: 2012–13